# Superstizioni marinaresche
Le superstizioni marinaresche sono superstizioni particolari dei marinai, alcune delle quali diffuse a livello internazionale e molte altre prettamente locali. Alcune di queste credenze rientrano tra le superstizioni popolari, mentre altre fanno parte del folclore.
Molte di queste traggono la loro origine dalla paura connessa ai rischi intrinseci alla navigazione e sono incentrate sulla fortuna, buona o cattiva, nonché su presagi. Anche nel XXI secolo, negli Stati Uniti, i lavoratori del settore della pesca hanno la seconda occupazione più pericolosa, dietro solo ai taglialegna.

## Sfortuna
Le superstizioni dei marinai più famose sono quelle relative alla sfortuna.

### Alba rossa
Ai marinai viene insegnato a prestare attenzione se l'alba è rossa perché la giornata sarà pericolosa.
"Red Sky at night, Sailors delight; Red Sky in the morning, Sailors take warning. "(Cielo rosso di notte, gioia dei marinai; Cielo rosso al mattino, i marinai stiano attenti).
"Red at morning, Sailors warning; Red at night, Sailors delight. "(Rosso al mattino, avvertimento dei marinai; Rosso di notte, gioia dei marinai)
"Red sky at night, Sailor's delight; Red sky at morn, Sailor be warned." (Cielo rosso di notte, gioia dei marinai; Cielo rosso al mattino, marinaio sia avvertito).
Questo detto ha in realtà una certa validità scientifica, sebbene presuma che i sistemi di tempeste si avvicineranno da ovest, ed è quindi generalmente corretto solo alle medie latitudini dove, a causa della rotazione della Terra, i venti prevalenti viaggiano da ovest a est. Se i cieli mattutini sono rossi, è perché i cieli sereni sopra l'orizzonte a est permettono al sole di illuminare la parte inferiore delle nuvole portatrici di umidità. Al contrario, per vedere le nuvole rosse la sera, la luce del sole deve avere un percorso chiaro da ovest, quindi il vento prevalente da ovest deve portare cieli sereni. Fondamentalmente, questo significa che se c'è un cielo rosso, sole o nuvole al mattino, potrebbe significare che ci sarà una tempesta o che arriveranno forti venti. Anche se, se c'è un cielo rosso, sole o nuvole di notte, ci saranno cieli sereni, venti deboli o assenti e avrai una buona giornata davanti a te.

### Giona e altri passeggeri portatori di sfortuna
"Giona" è un'espressione consolidata tra i marinai, che significa una persona (un marinaio o un passeggero) che porta sfortuna, nome basato sul profeta biblico Giona. Gli ecclesiastici sono considerati sfortunati, poiché sono tutti della stirpe di Giona. Anche le donne e le persone con i capelli rossi devono essere evitati come passeggeri.

### Giorni sfortunati
Il venerdì è considerato un giorno sfortunato in alcune culture, e forse la superstizione velica più duratura è che porta sfortuna salpare di venerdì. Tuttavia, questa superstizione non è universalmente diffusa. Nel XIX secolo l'ammiraglio William Henry Smyth, scrivendo nel suo lessico nautico The Sailor's Word-Book, descrisse venerdì come
(Dies Infaustus è il termine latino per "giorno sfortunato"). Questa superstizione è la radice della nota leggenda metropolitana dell'HMS Friday.
I marinai erano spesso riluttanti a salpare il giorno della Candelora, credendo che qualsiasi viaggio iniziato in tal giorno sarebbe finito in un disastro. Ciò potrebbe essere correlato alla superstizione di rimuovere tutte le decorazioni natalizie durante la Candelora, una pratica praticata diffusa in epoca vittoriana.
Nel New England del XVIII secolo, le nuvole ondeggianti e le onde ruggenti erano considerate di cattivo auspicio, quindi navigare in giornate con tali condizioni era considerato sconsigliabile.

### Sirene e Scilla

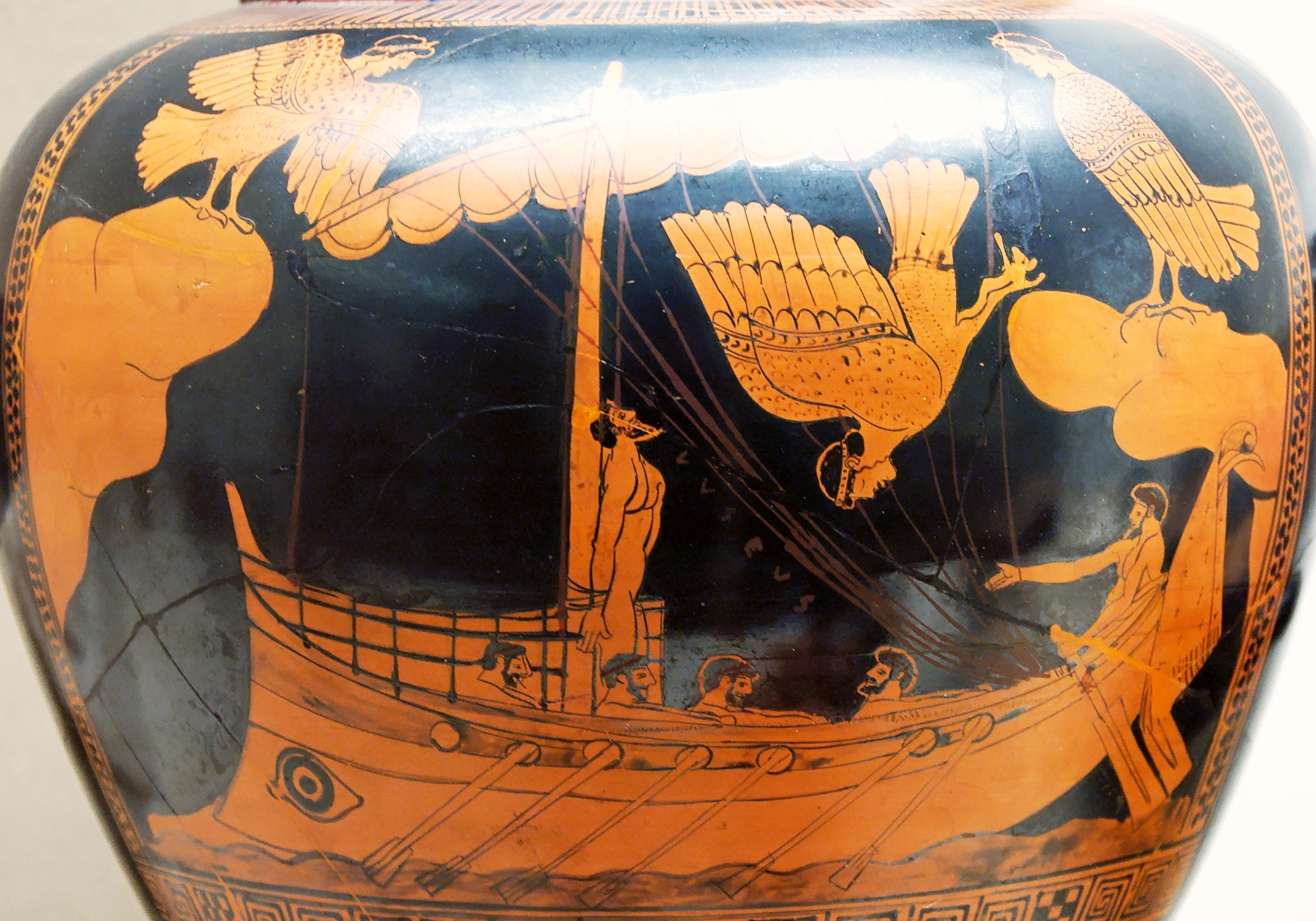
Odisseo e le Sirene, vaso omonimo del Pittore delle Sirene, ca. 480-470 aC, (British Museum)

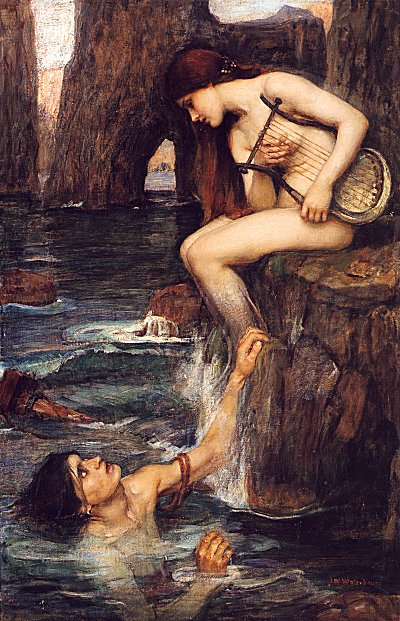
La Sirena, di John William Waterhouse (circa 1900), raffigurata come un pesce-chimera.

Le sirene sono creature mitologiche, generalmente belle e pericolose, ritratte come femmes fatales che attiravano i marinai con la loro musica e voci incantevoli conducendoli al naufragio sulla costa rocciosa della loro isola. Erano rappresentate sia nella mitologia greca che in quella romana come divinità del mare che attiravano i marinai, e nella tradizione romana erano figlie di Forco. Nell'Odissea, l'eroe Ulisse, desideroso di ascoltare il canto seducente delle sirene, deve proteggere se stesso e il suo equipaggio facendosi legare all'albero maestro dai suoi compagni marinai e poi tapparsi le orecchie con la cera.
In un altro mito, Hera, regina degli dei, persuase le Sirene a partecipare a una gara di canto con le Muse, che le Sirene persero; per la loro angoscia, scrive Stefano di Bisanzio, le Sirene divennero bianche e caddero in mare ad Aptera, dove formarono le isole nella baia che furono chiamate Souda (l'odierna Lefkai).
Le sirene appaiono anche nel folklore britannico sia predicendo il disastro che provocandolo. Diverse varianti della ballata Sir Patrick Spens parlano di una sirena che si rivolge alle navi condannate. Le sirene possono anche essere un segno dell'avvicinarsi del maltempo, e alcune sono state descritte come di dimensioni mostruose, fino a 2 000 piedi (610 m).

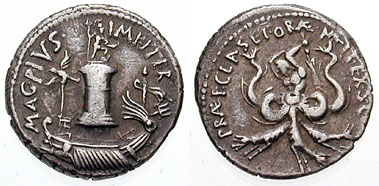
Scilla sul rovescio di un denario del I secolo aC coniato da Sesto Pompeo

Un'altra creatura mitologica, Scilla, è un demone marino femminile simile che è allo stesso tempo pericoloso ma bello. Mentre le sirene attirarono i marinai verso la morte con il loro canto melodioso e incantevole, Scilla mandò innumerevoli marinai nelle profondità del mare.
In generale, era considerata sfortuna avere donne a bordo, a causa delle potenziali distrazioni che a loro volta avrebbero fatto arrabbiare gli dei del mare e causato maltempo.

### Albatros
L'albatro come oggetto di superstizione è citato nel famoso poema di Samuel Taylor Coleridge The Rime of the Ancient Mariner. Uccidere un albatros è considerato fonte di grande sfortuna. Nella poesia di Coleridge, il narratore ha ucciso l'uccello e i suoi compagni marinai alla fine lo costringono a portare l'uccello morto al collo.

### Banana
Avere banane su una nave, soprattutto su una barca privata o su uno yacht da pesca, è considerata sfortuna. L'origine della superstizione è sconosciuta.

### Fischio
Il fischio è generalmente considerato fonte di sfortuna con alcune eccezioni. Si dice che fischiare significhi sfidare il vento stesso, e che farlo scatenerà una tempesta.
Questo è regolarmente accennato nei libri Aubrey-Maturin di Patrick O'Brian.
Inoltre il fischio era associato a comunicazioni in codice tra ammutinati. Il cuoco di solito era invece scusato, perché finché fischiettava non rubava il cibo.

### Varo della nave
Durante la cerimonia di varo di una nave, è considerato di cattivo auspicio se la bottiglia di champagne non si rompe la prima volta che viene lanciata contro lo scafo.

## Buona fortuna
I marinai avevano anche superstizioni in merito a oggetti o pratiche che si credeva portassero fortuna, o ad amuleti per allontanare la sfortuna o il malocchio.

### Gatti

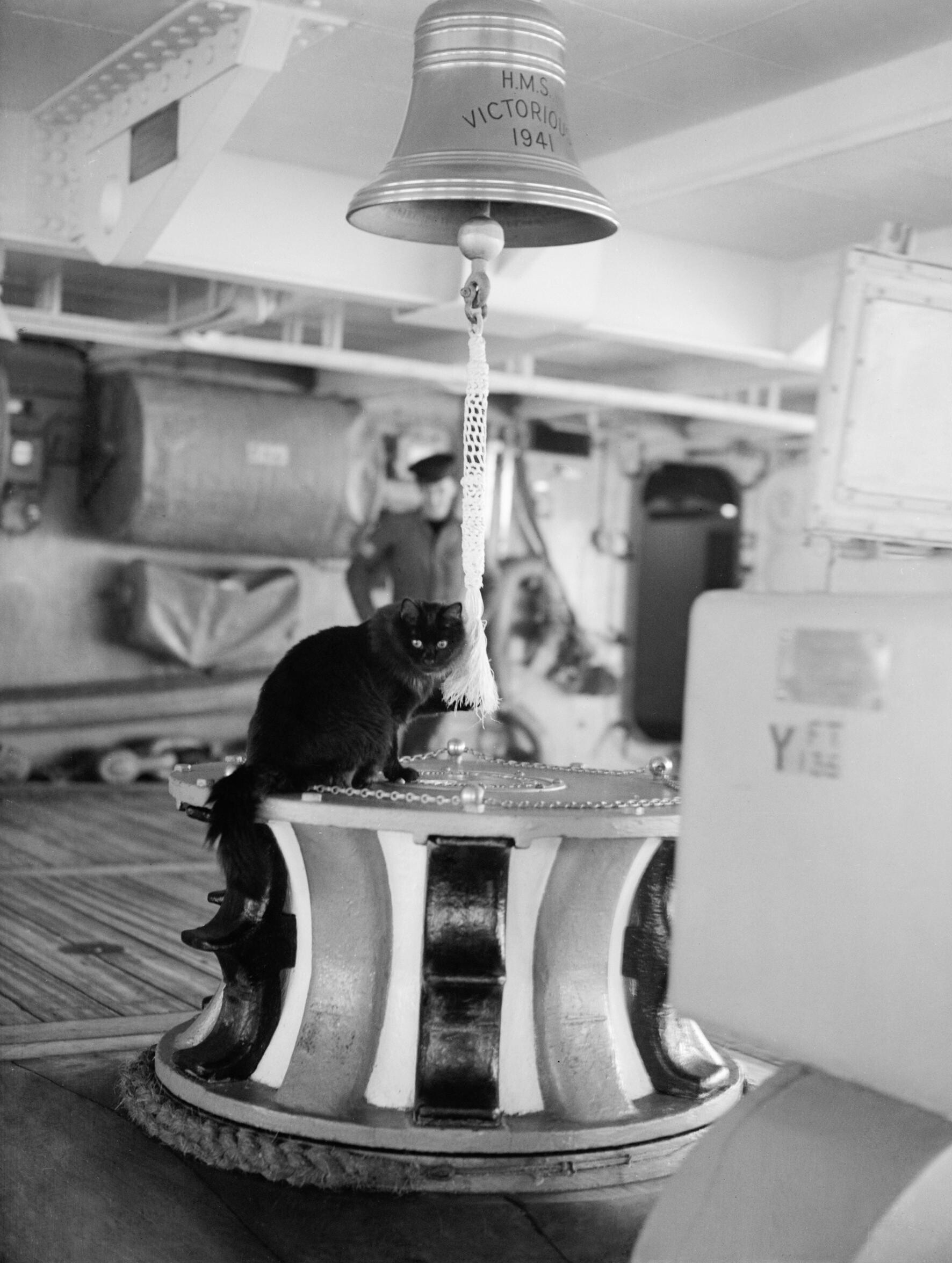
Tiddles, un gatto nero che divenne famoso come gatto di bordo della Royal Navy

Mentre in molte culture il gatto nero è considerato sfortunato, i marinai britannici e irlandesi ritenevano che un gatto di bordo nero portasse fortuna. L'equipaggio doveva impegnarsi per far vivere bene questi animali. C'è un motivo pratico alla base di questa superstizione: i gatti cacciano i roditori, che possono danneggiare le cime e le scorte di grano a bordo, oltre a diffondere malattie tra i passeggeri e l'equipaggio. Ricerche pubblicate nel 2017 da un genetista della Katholieke Universiteit Leuven mostrano che i gatti egiziani hanno diffuso il loro DNA mitocondriale attraverso le rotte marittime verso il nord Europa medievale. I risultati preliminari di quello studio genetico hanno concluso che i gatti venivano anche trasportati su navi mercantili come mezzo di lotta ai roditori e che questa pratica fu adottata da commercianti di altre nazioni, compresi i vichinghi nella Germania settentrionale tra l'VIII e l'XI secolo.
Alcuni marinai credevano che i gatti polidattili fossero più bravi a catturare i topi, forse ritenendo che le dita in più conferissero al gatto un migliore equilibrio, particolarmente importante quando si è in mare. Si credeva che i gatti avessero poteri miracolosi in grado di proteggere le navi dalle tempeste. Un'altra credenza popolare era che i gatti potessero scatenare tempeste attraverso la magia immagazzinata nelle loro code. Se il gatto di una nave cadeva o veniva gettato in mare, si pensava che avrebbe evocato una terribile tempesta per affondare la nave e che se la nave fosse riuscita a sopravvivere, sarebbe stata maledetta da nove anni di sfortuna.
Se un gatto si leccava contropelo, significava che stava arrivando una grandinata; se starnutiva significava pioggia; e se era vivace significava vento.

### Cormorani
I cormorani, in alcune zone scandinave, sono considerati di buon auspicio; in particolare, nella tradizione norvegese gli spiriti dei dispersi in mare vengono a visitare i loro cari travestiti da cormorani.

### Klabautermann

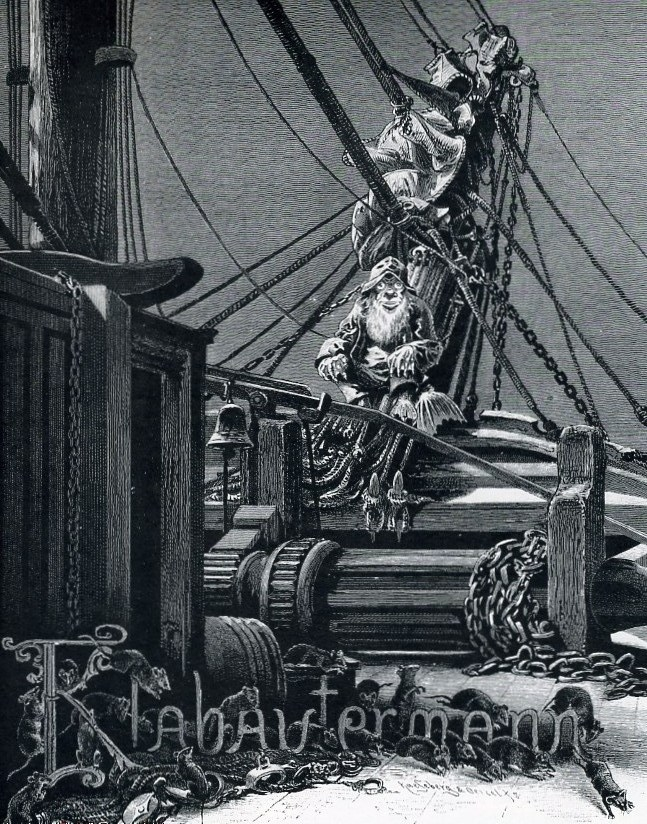
Un Klabautermann su una nave, da Buch Zur See, 1885

La tradizione dice che un tipo di coboldo, chiamato Klabautermann, vive a bordo delle navi e aiuta marinai e pescatori nel Baltico e nel Mare del Nord. È una creatura allegra e diligente, con una conoscenza esperta della maggior parte delle moto d'acqua e un talento musicale irrefrenabile. Salva anche i marinai trascinati in mare. Il nome deriva dal verbo basso tedesco klabastern che significa "rombo" o "fare rumore". È stata anche suggerita un'etimologia che fa derivare il nome dal verbo kalfatern ("toccare"). Un'immagine klabautermann scolpita, rappresentato come un piccolo marinaio vestito di giallo con pipa di tabacco e berretto da marinaio di lana, spesso con in mano un martello da calafataggio, veniva attaccata all'albero come simbolo di buona fortuna. Tuttavia, nonostante gli attributi positivi, c'è un presagio associato alla sua presenza: nessun membro di una nave benedetta dalla sua presenza potrà mai posare gli occhi su di lui; diventa visibile solo all'equipaggio di una nave condannata. La credenza in Klabautermänner risale almeno al 1770.

### Santi protettori
I marinai hanno avuto diversi santi patroni:
- San Nicola, che calmò una tempesta con la preghiera
- San Brendano, a causa del suo viaggio all'isola di St. Brendano
- Sant'Erasmo di Formia, noto anche come Sant'Elmo, che continuò a predicare anche dopo che un fulmine colpì il suolo accanto a lui. Ciò ha spinto i marinai, che erano in pericolo a causa di tempeste improvvise e fulmini, a invocarlo in preghiera. Le scariche elettriche sugli alberi delle navi erano lette come un segno della sua protezione e vennero chiamate "Fuoco di Sant'Elmo". Pertanto, il fuoco di Sant'Elmo di solito portava fortuna nella tradizione marinara tradizionale, ma poiché interferisce con la lettura della bussola, i marinai a volte lo consideravano un presagio di sfortuna e maltempo. La croce del marinaio, chiamata anche croce di San Clemente, è indossata da molti marinai per portare benedizioni.

### Toccarsi il colletto
È spesso considerato portafortuna toccare il bavero di un abito da marinaio.

### Tritoni e sirene
A Trinidad e Tobago, i tritoni marini "erano noti per esaudire un desiderio, trasformare la mediocrità in genio e conferire ricchezza e potere".
Talvolta le sirene sono considerate positivamente in quanto avvisano i marinai dal verificarsi di un imminente disastro.
I marinai cercherebbero sulle spiagge i borsellini delle sirene come segni della presenza di queste creature nella zona.

## Demoni e mostri

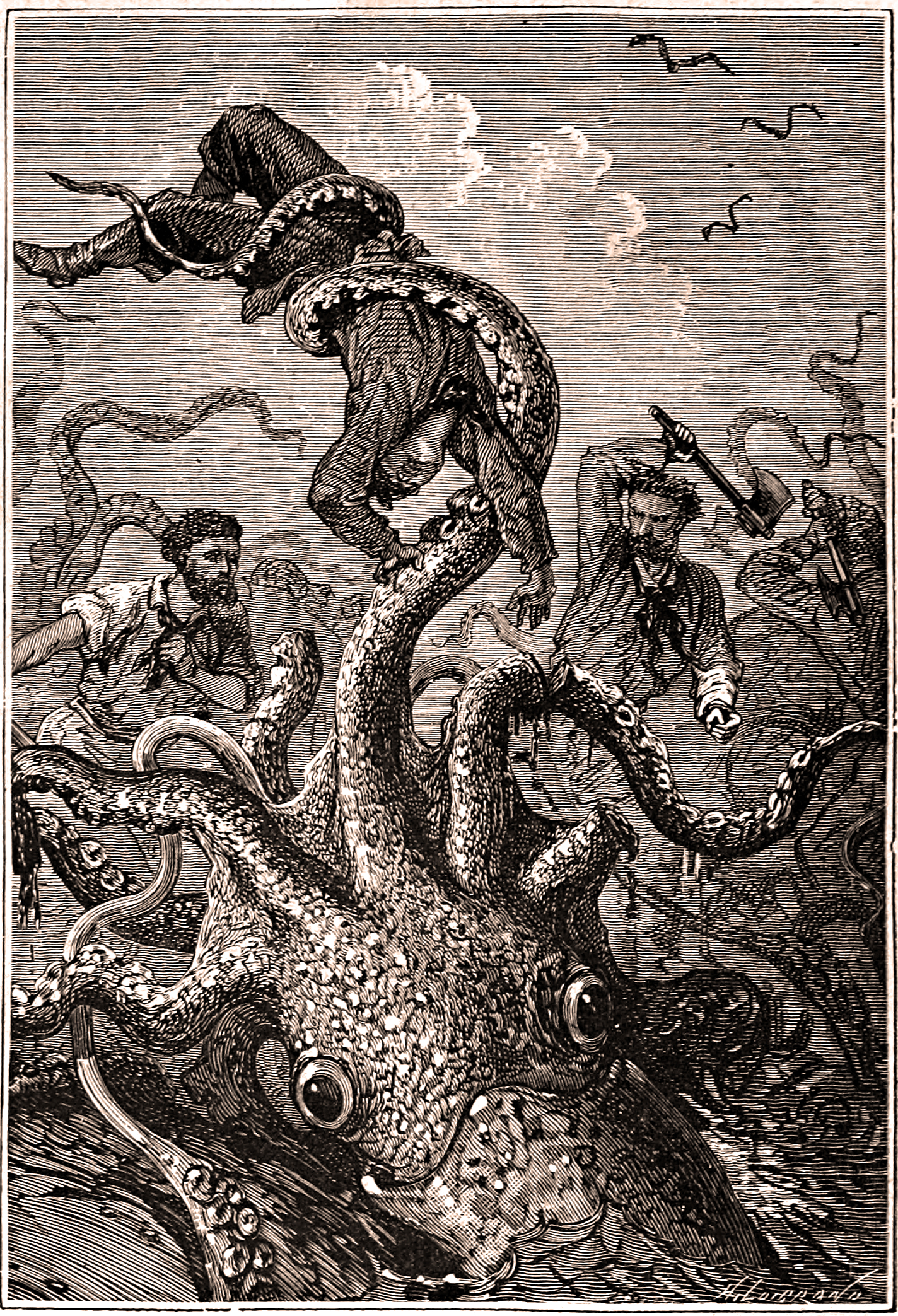
Un'illustrazione dall'edizione originale del 1870 di Ventimila leghe sotto i mari dell'autore Jules Verne.

Davy Jones è un personaggio popolare nelle leggende marinaresche. L'armadietto di Davy Jones è un'espressione per indicare il fondo del mare, ovvero la morte per annegamento. È usato anche come eufemismo per morte o sepoltura in mare (da inviare all'armadietto di Davy Jones). Le origini del nome non sono chiare e sono state avanzate molte teorie, tra cui che derivi da un pirata attivo nell'Oceano Indiano negli anni Trenta del Seicento chiamato David Jones; che si trattasse di un proprietario di un pub che rapiva marinai e poi li scaricava su navi di passaggio; che si trattasse di Duffer Jones, marinaio notoriamente miope che spesso si trovava fuori bordo; che Davy Jones fosse un altro nome di Satana; che derivasse da "Devil Jonah", il biblico Giona che divenne l'"angelo malvagio" di tutti i marinai, che si identificherebbe più con i compagni di nave assillati di Giona che con lo sfortunato uomo stesso. Alla morte, il corpo di un marinaio malvagio sarebbe andato nell'armadietto di Davy Jones (una cassa, come allora erano gli armadietti), ma l'anima di un pio marinaio sarebbe andato a Fiddler's Green. Questa superstizione nautica fu resa popolare nel XIX secolo.
I Kraken erano mostri marini leggendari che potrebbero essere stati basati su avvistamenti di calamari giganti.
Le navi fantasma, come l'Olandese Volante o Caleuche, sono superstizioni tipiche del folklore marinaresco. 

## Pratiche e linguaggio
Alcune pratiche e termini marinareschi nascono come superstizioni, anche se poi talvolta hanno perso il loro significato originario.

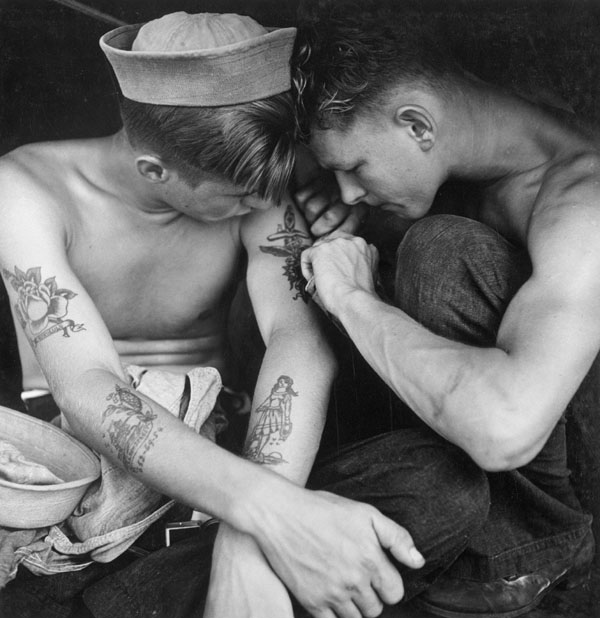
Marinaio tatuato a bordo della USS New Jersey, 1944

### Tatuaggio marinaresco
I marinai ricorrevano talvolta ai tatuaggi marinareschi come talismani che li avrebbero aiutati ad affrontare certi eventi della vita; pensavano che quei simboli avrebbero attirato fortuna o sfortuna nel peggiore dei casi:
(Tattoo Archives)

### Orecchino
Nella società occidentale gli "orecchini da uomo" venivano abitualmente indossati all'orecchio sinistro, seguendo una tradizione già presente nel XIX secolo nella marina mercantile inglese, mentre si indossavano sul destro nella marina militare, sempre in Inghilterra. I pirati portavano l'orecchino per "catturare la luce". Nei luoghi con scarsa visibilità, per esempio sotto coperta, l'orecchino d'oro rifletteva la luce di una qualsiasi fonte e il pirata poteva essere localizzato.
Anche tra gli altri marinai europei, dal XIX al XX secolo, esistevano diverse tradizioni relative agli orecchini, in particolar modo anelli d'oro che, oltre ad essere un simbolo di riconoscimento, ricoprivano talvolta anche altri significati, differenti in diverse aree geografiche e tempi. Secondo una tradizione, un lobo trafitto era un simbolo che chi lo indossava aveva navigato intorno al mondo o aveva attraversato l'equatore. Nell'uso francese invece potevano essere portati fino a quattro orecchini, due per lobo, a simboleggiare i passaggio dei quattro Grandi Capi. Infine, secondo alcuni, l'orecchino rappresentava la paga per chi avesse tumulato le spoglie un marinaio morto in mare, dandogli sepoltura cristiana e pace.

### Attraversamento dell'Equatore

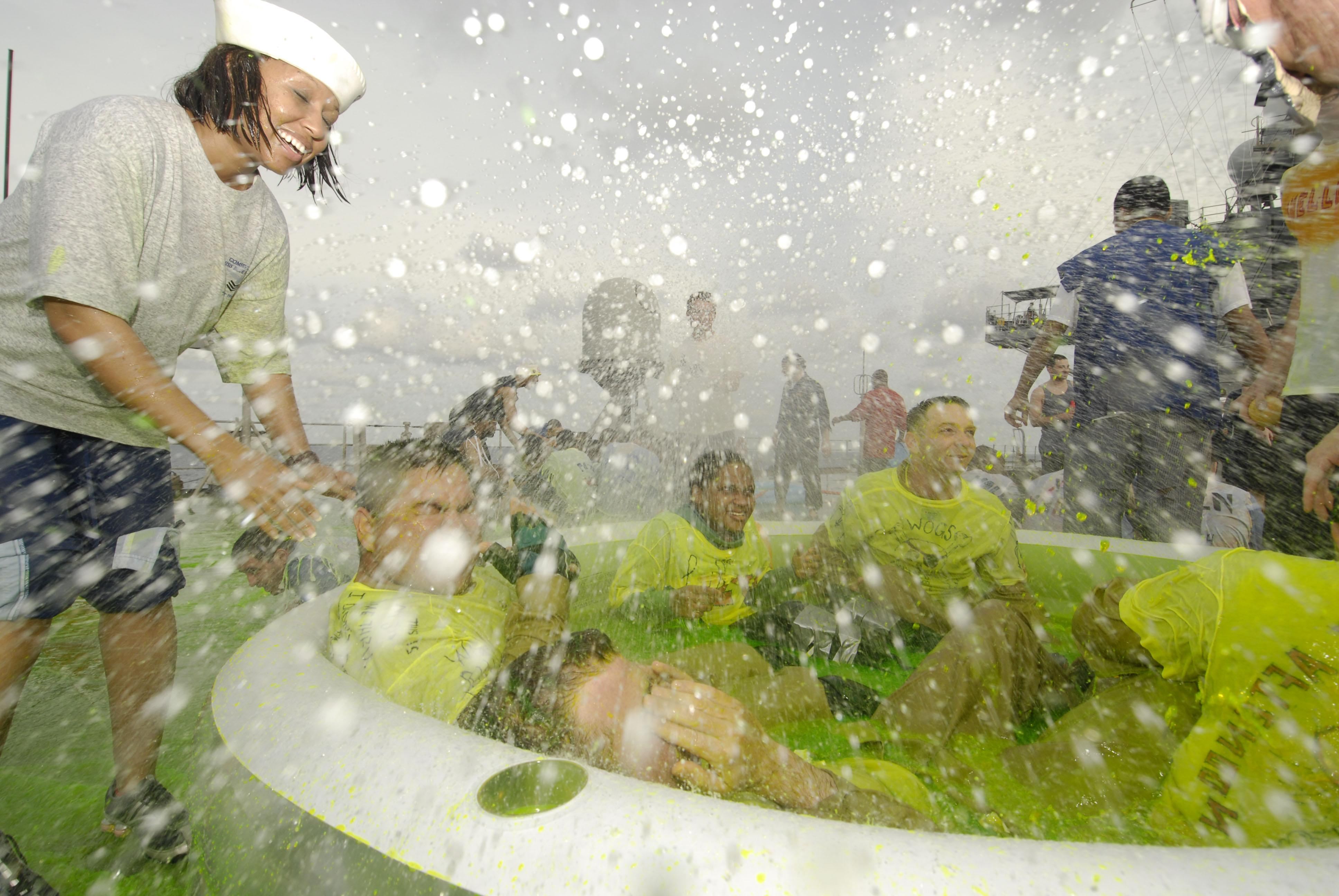
I marinai e i marines statunitensi vengono iniziati nel Regno di Nettuno, in una cerimonia di attraversamento della linea a bordo della USS Blue Ridge (LCC-19) mentre la nave passa l'Equatore, nel 2008.

La cerimonia dell'attraversamento dell'Equatore commemora la prima traversata dell'Equatore da parte di un marinaio al fine di invocare buona fortuna. La cerimonia Crossing the Line è un rito di iniziazione nella Royal Navy, Royal Canadian Navy, US Navy, US Coast Guard, US Marine Corps. I marinai che hanno già attraversato l'Equatore sono soprannominati (Trusty) Shellbacks, spesso indicati come Figli di Nettuno; quelli che non lo hanno sono soprannominati (Slimy) Pollywogs (nel 1832 fu annotato il soprannome griffins).

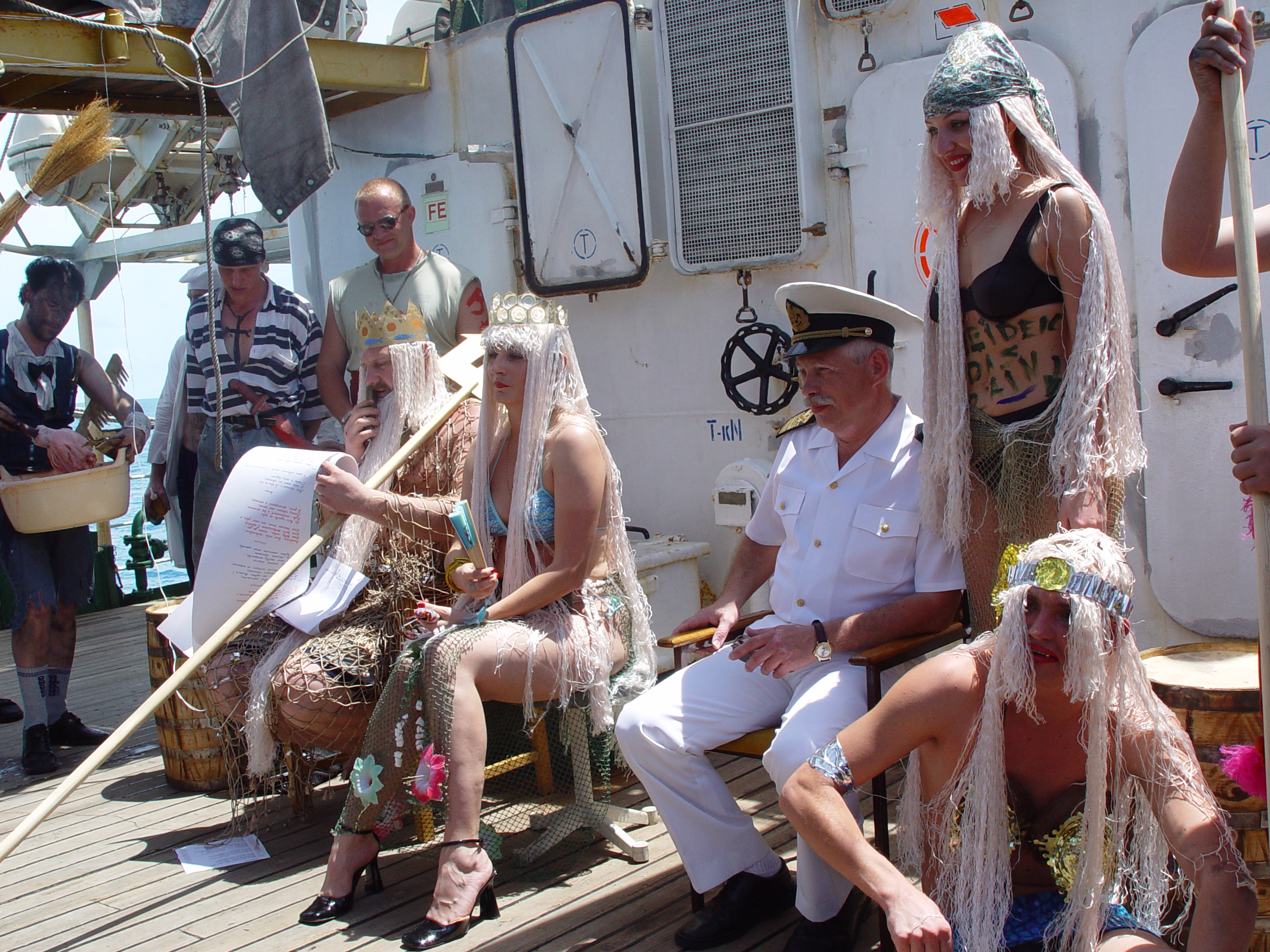
Nettuno e il suo entourage durante una cerimonia di attraversamento della linea polacca (Chrzest równikowy)

Dopo aver oltrepassato il limite, i Pollywogs vengono citazioni in giudizio davanti a Re Nettuno e alla sua corte (che di solito include il suo primo assistente Davy Jones e Sua Altezza Anfitrite e spesso vari dignitari, che sono tutti rappresentati dai marinai di rango più alto), che officiano a la cerimonia, che spesso è preceduta da un concorso di bellezza tra uomini travestiti da donne. Successivamente, alcuni wog possono essere "interrogati" dal re Nettuno e dal suo entourage. Durante la cerimonia, i Pollywog subiscono una serie di prove sempre più imbarazzanti (come indossare abiti al rovescio; strisciare su mani e ginocchia; essere schiacciati; baciare la pancia del Royal Baby ricoperta di grasso per assali, ecc.), in gran parte per l'intrattenimento degli Shellback. Una volta completata la cerimonia, un Pollywog riceve un certificato che dichiara il suo nuovo status.
Il 26 novembre 1936 il presidente degli Stati Uniti Franklin D. Roosevelt descrisse la sua cerimonia di Crossing the Line a bordo della "Happy Ship" USS Indianapolis con i suoi "Jolly Companions" in una lettera alla moglie Eleanor Roosevelt :
(FDR)
Anche alcune navi da crociera hanno anche una cerimonia di attraversamento dell'Equatore per i loro passeggeri.

### Sopra un barile

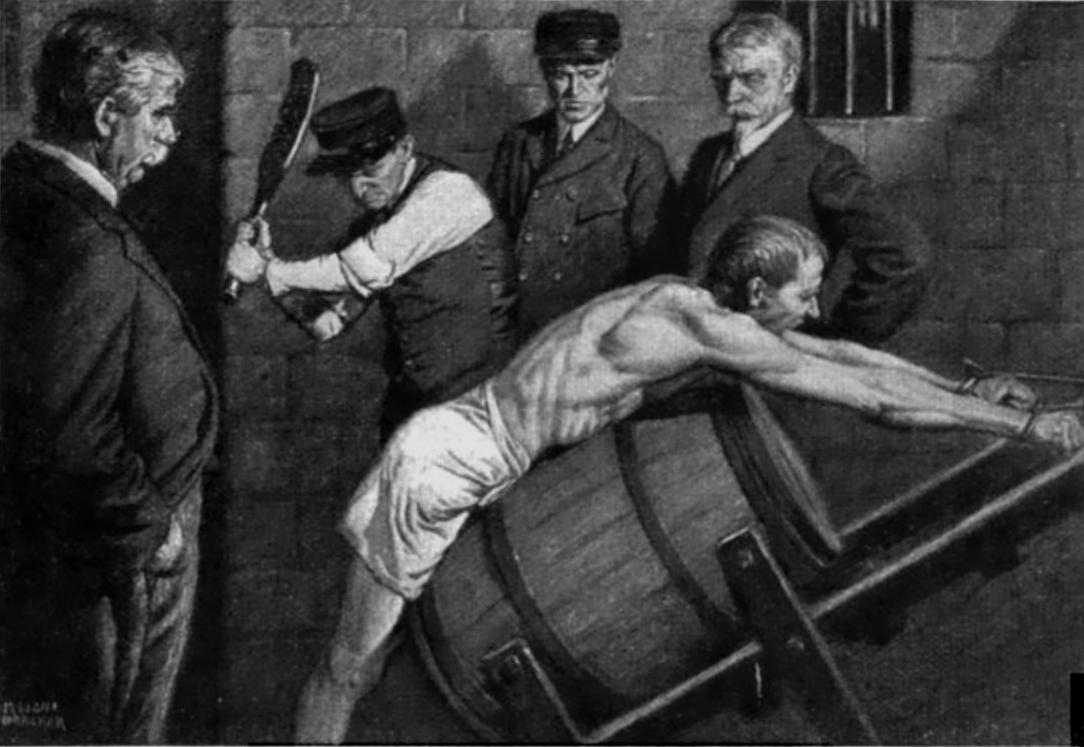
Punizione della pagaia, 1912

La frase sopra un barile, che significa essere in un dilemma o "una posizione delicata o difficile", può riferirsi alla pratica diprimo soccorso tra i marinai di mettere la testa di una vittima che sta annegando sopra un barile e far rotolare il suo corpo su di esso, nel tentativo per rimuovere l'acqua aspirata dai polmoni della persona.
Tuttavia, questa etimologia è contestata e potrebbe invece derivare dall'usanza di punire un prigioniero fustigandolo o colpendolo con una pagaia mentre era legato a un barile; non ci sono prove documentali che sia stato effettivamente usato specificamente come frase nautica. In ogni caso, l'immagine creata nella mente è quella di totale impotenza e perdita di controllo, che era un'ansia comune dei marinai per paura delle punizioni corporali.